# Sym (fiume)
Il Sym (in russo Сым?; nell'alto corso Pravyj Sym, Правый Сым) è un fiume della Russia siberiana occidentale, affluente di sinistra dello Enisej. Scorre nell'Enisejskij rajon del Territorio di Krasnojarsk.
Nasce da una zona paludosa nella parte orientale del Bassopiano della Siberia Occidentale, scorrendo, nell'alto corso verso sud-ovest poi con direzione mediamente sudorientale in un territorio prevalentemente piatto; sfocia nello Enisej a 1 765 km dalla foce, qualche chilometro a valle di Jarcevo. Ha una lunghezza di 694 km e il suo bacino è di 31 600 km². La portata d'acqua media annua a 215 km dalla foce è di 189,19 m³/s.
Il Sym è navigabile a monte della foce per 265 km; va comunque soggetto a lunghi periodi di congelamento superficiale delle acque (inizio novembre - maggio). A causa del clima piuttosto rigido e alla topografia assolutamente piatta che crea enormi ristagni di acqua nella stagione calda, l'intero bacino del fiume è pochissimo popolato.